# Ігри, у які грають люди
«Ігри, у які грають люди» (англ. «Games People Play») — всесвітньо відома книга канадсько-американського психолога та психіатра Еріка Берна (1910—1970).

## Історія створення
Книга «Ігри, у які грають люди» написана Еріком Берном у 1964 році. Він задумав її як продовження книги «Транзакційний аналіз у психотерапії», де вперше були викладені основи нового психотерапевтичного методу. У новій книзі автор детальніше зупиняється на теорії психологічних ігор, які люди грають у різноманітних ситуаціях: у сім'ї, на роботі, в особистих стосунках.
Книга «Ігри, у які грають люди» вже в перші роки після виходу у світ стала бестселером, вона була перекладена на десятки мов і багато разів перевидавалася. Зараз вона є однією з найпопулярніших у світі книжок з психології.

## Короткий зміст
У першій частині книги автор знайомить з транзакційним аналізом як способом інтерпретації соціальних взаємодій. Він робить висновок, що багато негативних моделей поведінки можна простежити як перемикання або плутанину трьох «Я-станів»: Батька, Дорослого й Дитини, в одному з яких у конкретний момент часу перебуває людина. Берн пропонує спосіб вивчення людського спілкування за допомогою аналізу транзакцій (звертань і відповідей), які відповідають цим станам. Як правило, транзакції відбуваються в певній послідовності, яка не є випадковою, а планується одним зі станів Я. Кожна людина підсвідомо прагне стимулу, який для Берна втілений у погладжуванні. У залежності від складності спілкування його можна класифікувати від процедур і ритуалів до психологічних ігор. Гра — це серія послідовних прихованих доповняльних транзакцій з чітко визначеним і передбачуваним результатом.
У другій частині книги Ерік Берн аналізує різні типи психологічних ігор: життєві ігри, подружні ігри, командні ігри, сексуальні ігри, ігри нижчого світу (злочинні), ігри під час терапії, хороші ігри. Розділ містить опис найпоширеніших ігор, з якими так чи інакше має справу практично кожна людина, обґрунтовуються підстави для гри, наводяться ілюстрації ігор, аналізуються «винагороди», які отримують учасники. Ігри можуть виглядати правдивими на перший погляд (себто, для людей довкола, і навіть для учасників, здаватися нормальним спілкуванням). Але насправді вони мають прихований зміст і мотивацію, ведуть до розв'язки, як правило протилежної, ніж ті цілі, які декларуються. У грі особистість прагне уникнути близькості (тобто повноцінного контакту) за допомогою маніпулятивних засобів.
У третій частині книги автор пропонує вийти за межі ігор і спробувати відмовитись від них на користь автономної поведінки. Особистісна автономія передбачає вивільнення чи пробудження трьох здібностей: відновлення здатності нову безпосередньо сприймати навколишнє; можливість вибору вільно самому вирішувати, які почуття переживати і яким чином їх виражати; здатність до близькості. Альтернативою ігор є близькість — вільний від ігор і щирий обмін почуттями, що не передбачає вигоди й привілеїв.